# Архат (рослина)
Архат (Siraitia grosvenorii) — багаторічна трав'яниста ліана родини Гарбузові. Культивується найчастіше заради плодів. 

## Походження
Архат переважно вирощують у південному Китаї, головним чином у провінції Гуансі, причому більша частина продукту вирощується в горах Гуйлінь. 
Перший науковий опис рослини з'явився в 1941 році в результаті експедиції в джунглі південного Китаю, розпочатої з ініціативи Ґ. Г. Ґросвенора, президента Національного географічного товариства США. Нововідкритій рослині було дано його ім'я.

## Вигляд
Ліана виростає від 3 до 5 м в довжину, обвиваючи за допомогою своїх вусиків інші рослини. Листки вузькі серцеподібні, 10-20 см завдовжки. Плід сферичний, 5-7 см діаметром, містить солодку їстівну м'ясисту м'якоть і численні насінини.

## Отримання підсолоджувача
Екстракт, отриманий із плодів рослини, в 150-200 разів солодший, ніж цукор, тому він широко використовується як природний підсолоджувач. Процес виготовлення був запатентований у 1995 році компанією Procter and Gamble. 